# Минский завод холодильников
Минский завод холодильников — белорусское предприятие, расположенное в городе Минск, выпускающее холодильники и другую бытовую технику. В настоящее время входит в компанию «Атлант».

## История
Минский завод холодильников основан в 1959 году. В июне 1962 года был выпущен первый холодильник — ХКС-125 «Минск-I». В первый год производства было выпущено  3,8 тыс. холодильников. В дальнейшем здесь, впервые в Советском Союзе, были разработаны и изготовлены двухкамерный холодильник, морозильник и была внедрена в производство пенополиуретановая теплоизоляция. В 1973 году партия холодильников была поставлена в Грецию, а в дальнейшем продукция предприятия широко поставлялась на экспорт в такие страны как Франция, Великобритания, Италия, Бельгия, Нидерланды, Австралия.

## Текущее состояние
На 2016 год мощности завода по производству холодильников «Атлант» позволяли выпускать до 1,35 миллиона холодильников в год. Производилось 55 моделей и 180 модификаций холодильников.